# Перноо, Жак
Жак Перноо (фр. Jacques Pernoo; 1921 — 2003) — французский дирижёр.
Сын Марселя Перноо, французского дирижёра нидерландского происхождения. Получил музыкальное образование как трубач, в 1940-е гг. играл на трубе в Оркестре Радио Франции под управлением таких дирижёров, как Виллем Менгельберг и Герберт фон Караян.
В 1963—1971 гг. возглавлял Симфонический оркестр Бордо. Одновременно в 1968 г. стал директором Консерватории Бордо; на этом посту, в частности, содействовал Жану Мари Лонде в создании Ансамбля саксофонов Бордо. Среди наиболее известных записей Перноо — альбом с избранными номерами из оперы Гаэтано Доницетти «Фаворитка», Пятая симфония Ги Ропарца и др. Многолетний член жюри Международного конкурса исполнителей имени Марии Канальс. Автор ряда камерных пьес.
Племянник Перноо Жером Перноо — известный виолончелист.